# Strade provinciali della città metropolitana di Roma Capitale
Questo è un elenco delle strade provinciali presenti sul territorio della città metropolitana di Roma Capitale (ex provincia di Roma) e di competenza della provincia stessa.
La catalogazione delle arterie stradali risulta alquanto caotica e imprecisa: sono frequenti i casi di uno stesso numero abbinato a due o più strade provinciali. La necessità di un nuovo catasto stradale è stata espressa anche dal presidente della provincia Nicola Zingaretti, che ne ha auspicato la compilazione, poi ampiamente disattesa, entro ottobre 2010.
Il territorio è stato diviso in due grandi zone, Nord e Sud, su base geografica. La linea di suddivisione, da ovest a est, è rappresentato dalle seguenti arterie, ricadenti nella zona Nord:
- SP 8 da Ostia a Roma;
- autostrada A90 tra gli svincoli della SP 8 e della SS 5;
- SS 5 da Roma alla SP 411 (compresi i collegamenti con le stazioni di Vicovaro e di Mandela, con Anticoli Corrado);
- SP 411 dalla SS 5 alla SP 61/a presso Santo Massimo (compresi i collegamenti con Marano Equo e la frazione San Francesco di Subiaco);
- SP 61/a dalla SP 411 presso Santo Massimo alla SP 110/a;
- SP 110/a dalla SP 61/a a Roiate;
- SP 26/c da Roiate al confine con la provincia di Frosinone;

## Nord

### SP 1 - SP 9
| Numero  | Denominazione                                     | Percorso                                                                     | Km     |
| ------- | ------------------------------------------------- | ---------------------------------------------------------------------------- | ------ |
| SP 1/a  | Via della Magliana - Via Portuense                | Roma - Ponte Galeria - Fiumicino                                             | 6,540  |
| SP 1/b  | Via delle Vigne                                   | SR 411 - Agosta                                                              | 1,650  |
| SP 1/b  | Bagni Sant'Agostino                               | SS 1 presso La Scaglia - Confine Provincia di Viterbo presso Sant'Agostino   | 3,870  |
| SP 1/c  | Aurelia - Bagni Sant'Agostino                     | SS1 presso Aurelia - SP 1/b presso Pantano                                   | 2,900  |
| SP 1/f  | Bracciano - Vigna di Valle                        | Bracciano - Vigna di Valle                                                   | 6,250  |
| SP 2/a  | Barco di Agosta - Le Selve - Obaco                | SP 411 presso Il Barco - SP 40/b presso Obaco                                | 4,500  |
| SP 2/a  | San Celso                                         | SP 4/a presso Rinascente - Lago di Bracciano                                 | 1,800  |
| SP 2/b  | Allumiere - Stazione                              | Allumiere - Stazione di Allumiere                                            | 6,500  |
| SP 2/c  | Aurelia - Sasso - Manziana                        | SS1 presso Furbara - Sasso - Manziana                                        | 17,500 |
| SP 2/f  | Fornaci e Vallericca                              | Monterotondo - Fornaci di Vallericca                                         | 6,250  |
| SP 3/a  | Braccianese Claudia (e Braccio Stazione Manziana) | Manziana - Tolfa - Allumiere - Civitavecchia Manziana - Stazione di Manziana | 42,500 |
| SP 3/b  | La Bianca - Cibona                                | La Bianca - SP 3/a presso Cibona                                             | 1,830  |
| SP 3/b  | Santa Severa - Tolfa                              | Santa Severa - Tolfa                                                         | 23,000 |
| SP 3/c  | Trevignano - Sutri                                | Trevignano Romano - Confine Provincia di Viterbo presso Possesso             | 3,700  |
| SP 3/d  | Guidonia - Casalbattisti Braccio                  | Guidonia - SS 636 presso Colle Spinello                                      | 0,900  |
| SP 3/f  | Marcellina - Monte Morra                          | Marcellina - Monte Morra                                                     | 7,200  |
| SP 4/a  | Settevene - Palo I                                | SS 2 presso Settevene - Trevignano Romano - Bracciano                        | 25,500 |
| SP 4/a  | Settevene - Palo II                               | Bracciano - Cerveteri - SS 1 presso Palo Laziale                             | 17,800 |
| SP 4/b  | La Bianca                                         | SP 3/a - La Bianca                                                           | 1,300  |
| SP 4/b  | Santo Stefano                                     | Anguillara Sabazia - SP 493 presso Fossopietroso                             | 4,650  |
| SP 4/c  | Statua                                            | SS 1 presso Statua - SP 4/a                                                  | 11,300 |
| SP 4/d  | Nerola Variante                                   | Variante del centro abitato di Nerola alla SP 28/A                           | 0,700  |
| SP 5/a  | Anguillarese                                      | Osteria Nuova - Anguillara Sabazia                                           | 2,800  |
| SP 5/b  | Bagni di Stigliano                                | SP 3/a - Bagni di Stigliano                                                  | 1,000  |
| SP 5/c  | Castel Campanile                                  | SP 493 - I Terzi                                                             | 6,900  |
| SP 6/b  | Quadroni                                          | Manziana - Quadroni                                                          | 0,200  |
| SP 6/c  | Montefiore                                        | Stazione di Castelnuovo di Porto - Castelnuovo di Porto - Quadroni           | 8,400  |
| SP 7/a  | Canale Monterano - Montevirginio                  | Canale Monterano - Montevirginio                                             | 4,500  |
| SP 7/b  | Terme di Traiano                                  | Civitavecchia - Terme di Traiano                                             | 0,900  |
| SP 7/b  | Canneto                                           | SP 636 presso San Pietro - Confine Provincia di Rieti presso San Pietro      | 0,400  |
| SP 8/a  | Allumiere - Sant'Antonio                          | Variante alla SP 3/a attraverso il centro abitato di Allumiere               | 1,400  |
| SP 8/d  | Fonte Calamaro                                    | SP 636 presso Acquaviva - SP 28/a presso Pitirolo                            | 3,000  |
| SP 9/a3 | Passo Corese                                      | SS 4 - Confine Provincia di Rieti presso Passo Corese                        | 0,400  |
| SP 9/b  | Castel Giuliano                                   | Bracciano - Castel Giuliano                                                  | 6,150  |
| SP 9/c  | Montorio - Monteflavio                            | Montorio Romano - Monteflavio                                                | 3,900  |

### SP 10 - SP 19
| Numero   | Denominazione                     | Percorso | Km     |
| -------- | --------------------------------- | --- | ------ |
| SP 10/a  | Sacrofano - Cassia                | Stazione di Sacrofano - Sacrofano - Campagnano di Roma - SR 2 presso Bivio di Pavone                                                        | 19,900 |
| SP 10/b  | Bracciano - Lago                  | Bracciano - Lago di Bracciano | 0,950  |
| SP 10/b  | Civitellese - Civitella San Paolo | SP 19/a - Civitella San Paolo | 2,250  |
| SP 11/b  | Anguillara - Vigna di Valle       | Anguillara Sabazia - SP 493 presso Vigna di Valle                                                                                           | 4,650  |
| SP 11/b  | Fiano - Capena                    | Fiano Romano - SP 31/b presso Capena | 4,630  |
| SP 11/c  | San Polo - Monte Morra            | San Polo dei Cavalieri - Monte Morra | 4,500  |
| SP 12/a  | Formellese                        | Olgiata - Formello - SP 10/a presso Sacrofano                                                                                               | 13,000 |
| SP 12/a2 | Romana San Sebastiano             | Variante al centro abitato di Fiano Romano dalla SP 15/a alla SS 4 dir                                                                      | 3,850  |
| SP 12/b  | Anguillara - Settevene-Palo I     | Anguillara Sabazia - SP 4/a presso Colle Fiorito                                                                                            | 6,200  |
| SP 12/c  | Marcellina Variante               | Variante per la Stazione di Marcellina-Palombara dalla SP 30/a alla SP 31/a                                                                 | 1,100  |
| SP 13/a  | Baccano - Campagnano              | SS 2 presso Poggio dell'Ellera - Campagnano di Roma                                                                                         | 3,800  |
| SP 13/b  | Aurelia - Borgo San Martino       | SS 1 presso Due Ponti - SP 4/c presso Borgo San Martino                                                                                     | 6,900  |
| SP 14/a  | Campagnanese                      | SS 3 presso Assura - SP 10/a presso Campagnano di Roma                                                                                      | 9,800  |
| SP 14/a  | Due Casette                       | Cerveteri - SP 2/c presso Cerqueto | 7,000  |
| SP 14/b  | Palo - Ladispoli                  | SS 1 presso Stazione di Palo Laziale - Ladispoli                                                                                            | 1,050  |
| SP 15/a  | Tiberina                          | SS 3 presso Prima Porta - Labaro - Fiano Romano - Nazzano - Torrita Tiberina - Confine Provincia di Rieti presso Stazione di Poggio Mirteto | 35,150 |
| SP 15/b  | via dei Cioccati                  | Montecelio - SP 24/a presso Sant'Angelo Romano                                                                                              | 4,300  |
| SP 15/b  | Palidoro - Crocicchie             | SS 1 presso Palidoro - SP 493 presso Fossopietroso                                                                                          | 17,400 |
| SP 16/a  | Rianese                           | SS 3 presso Riano - SP 15/a presso Belvedere                                                                                                | 6,100  |
| SP 16/b  | Settevene - Mazzano               | SS 2 presso Settevene - Mazzano Romano | 7,900  |
| SP 17/a  | Via dell'Inviolata                | SP 28/b presso Colle Fiorito - Santa Lucia di Fonte Nuova                                                                                   | 3,450  |
| SP 17/a  | Morlupo - Capena                  | SS 3 presso Morlupo - Capena - SP 15/a presso Bivio di Capanelle                                                                            | 13,400 |
| SP 17/b  | Mazzano - Calcata                 | Mazzano Romano - Confine Provincia di Viterbo presso Calcata                                                                                | 2,800  |
| SP 18/a  | Traversa del Grillo               | SP 15/a presso Girardi-Bellavista-Terrazze - SS 4 presso Osteria del Grillo                                                                 | 3,100  |
| SP 18/b  | Magliano Romano                   | SP 14/a - Magliano Romano | 2,900  |
| SP 18/b1 | Sterpeto                          | Aurelia - SP 3/a presso Casa Santa Lucia | 4,400  |
| SP 19/a  | Fiano - Civitella - Nazzano       | Fiano Romano - Nazzano | 11,660 |
| SP 19/b  | Flaminia Vecchia in Rignano       | SS 3 - Rignano Flaminio | 0,700  |

### SP 20 - SP 29
| Numero   | Denominazione | Percorso                                                                     | Km     |
| -------- | --- | ---------------------------------------------------------------------------- | ------ |
| SP 20/a  | Nazzano - Filacciano - Ponzano | SP 15/a presso Nazzano - Ponzano Romano (e diramazione per Filacciano)       | 6,200  |
| SP 20/b  | Nomentana Vecchia | Variante al centro abitato di Montelibretti dalla SP 26/a alla SP 27/a       | 1,700  |
| SP 20/b  | Salaria Vecchia | Acquaviva - Confine Provincia di Rieti presso Osteria di Nerola              | 4,500  |
| SP 21/a  | Civitella - Sant'Oreste | SP 19/a presso S.Lucia - SR 3 presso Stazione di Sant'Oreste                 | 11,500 |
| SP 21/b  | Palombarese - Castelchiodato | SP 23/a - Castelchiodato                                                     | 1,800  |
| SP 21/b  | Santa Maria delle Grazie | Montorio Romano - Confine Provincia di Rieti presso Santa Maria delle Grazie | 3,900  |
| SP 21/b2 | Valle Cavallara | SP 29/b presso Santa Lucia di Fonte Nuova - SP 22/a presso Casali di Mentana | 3,000  |
| SP 22/a  | Via Nomentana | Roma - Fonte Nuova - Mentana - Monterotondo - Monterotondo Scalo             | 6,200  |
| SP 22/b  | Moricone - Osteria di Moricone | Moricone - SP 35/d presso Osteria di Moricone                                | 11,000 |
| SP 23/a  | via dei Cavoni | SS 5 presso Stazione di Mandela - Mandela                                    | 1,300  |
| SP 23/a  | Palombarese | SP 22/a presso Poggio Fiorito - Palombara Sabina                             | 18,090 |
| SP 23/b  | Stazzano - Ponte delle Tavole | SP 23/a presso Colle Ciollo - Stazzano                                       | 6,850  |
| SP 24/a  | Guidonia - Mentana | Guidonia - Mentana                                                           | 10,800 |
| SP 24/b  | Montecelio | SP 24/a presso Due Casette - Montecelio                                      | 4,000  |
| SP 25/a  | Il primo tratto si chiama Via Mazzini, poi dal cimitero di Monterotondo fino all'incrocio con Via Reatina (nel comune di Mentana)prende il nome di Via Castelchiodato, dall'incrocio con Via Reatina prende il nome di Via del Pisciarello (collega Monterotondo con Castelchiodato) | Monterotondo - Castelchiodato                                                | 8,000  |
| SP 25/b  | San Martino | Monterotondo - SP 18/a presso Osteria del Grillo                             | 2,300  |
| SP 26/a  | Montelibretti | SS 4 - Montelibretti - SP 636 presso Moricone                                | 13,500 |
| SP 26/b  | Guidonia - Casalbattisti | SP 636 - Guidonia                                                            | 1,000  |
| SP 26/c  | Roiate - San Quirico | Roiate - Confine Provincia di Frosinone presso San Quirico                   | 3,800  |
| SP 27/a  | Carolano | Montelibretti - SP 636                                                       | 3,100  |
| SP 27/b  | Guidonia - Le Sprete | Guidonia - Santa Lucia di Fonte Nuova                                        | 3,200  |
| SP 27/b  | via del Laghetto | SP 23/b presso Colle Cianca - SP 22/b presso Osteria di Moricone             | 4,200  |
| SP 28/a  | Nerola - Montorio | Acquaviva - Nerola - Montorio Romano                                         | 7,400  |
| SP 28/b  | Settecamini - Guidonia | Settecamini - Guidonia                                                       | 10,000 |
| SP 29/a  | Moricone - Monteflavio | Moricone - Monteflavio                                                       | 9,300  |
| SP 29/b  | Via delle Molette (Molette di Mentana) | SP 23/a presso Ponte delle Tavole - SP 22/a presso Casali di Mentana         | 2,390  |
| SP 29/c  | Comunacqua | SP 45/a presso Jenne - Confine Provincia di Frosinone presso Trevi nel Lazio | 1,675  |

### SP 30 - SP 39
| Numero  | Denominazione                           | Percorso                                                                          | Km     |
| ------- | --------------------------------------- | --------------------------------------------------------------------------------- | ------ |
| SP 30/a | Marcellina                              | SP 636 - Marcellina - Stazione di Marcellina-Palombara                            | 4,700  |
| SP 30/b | Cretone - La Fiora                      | Cretone - SP 35/d presso La Fiora                                                 | 2,500  |
| SP 30/b | Ponzano - Sant'Oreste                   | Ponzano Romano - Sant'Oreste                                                      | 11,300 |
| SP 30/c | Monte Livata - Campo dell'Osso          | Livata - Campo dell'Osso                                                          | 5,100  |
| SP 31/a | Quintiliolo                             | Tivoli - Stazione di Marcellina-Palombara                                         | 5,900  |
| SP 31/b | Cretone - Castelchiodato                | Cretone - Castelchiodato                                                          | 0,800  |
| SP 31/b | Flaminia - Morlupo-Capena               | SS 3 presso Rignano Flaminio - SP 17/a presso Capena                              | 12,700 |
| SP 31/c | Vivaro - Turanese                       | Vivaro Romano - Confine Provincia di Rieti presso Turania                         | 4,150  |
| SP 32/a | Tivoli - San Polo - Marcellina          | Bivio San Polo - San Polo dei Cavalieri - Marcellina                              | 15,700 |
| SP 32/b | Sant'Angelo Romano                      | SP 24/a - Sant'Angelo Romano                                                      | 2,000  |
| SP 32/b | Riofreddo - Vivaro-Turanese             | SP 38/a presso Riofreddo - SP 31/c presso Vivaro Romano                           | 4,900  |
| SP 33/b | Marcellina Braccio                      | Marcellina - SP 30/a                                                              | 0,600  |
| SP 33/b | Palombarese - Guidonia-Mentana          | SP 23/a presso Ponte delle Tavole - SP 24/a presso Le Casette                     | 4,250  |
| SP 34/a | Licentina Braccio                       | Braccio tra la SS 5 e la SR 314 presso San Cosimato                               | 0,250  |
| SP 34/a | Solfatara                               | SP 10/a presso Petruschetto - SP 14/a presso Magliano Romano                      | 2,700  |
| SP 34/b | Civitella di Licenza                    | Licenza - Civitella di Licenza                                                    | 3,200  |
| SP 35/b | Prima Porta - Sacrofano                 | Prima Porta - SP 10/a presso Sacrofano                                            | 8,150  |
| SP 35/b | Roviano Braccio Stazione                | SS 5 - Roviano (compreso braccio per la Stazione di Roviano)                      | 3,900  |
| SP 35/d | Pascolare                               | SS 4 presso Marzoranella - Palombara Sabina                                       | 12,800 |
| SP 36/a | Anticoli Corrado                        | SS 5 - Anticoli Corrado                                                           | 3,466  |
| SP 36/a | Mandela                                 | SS 5 presso San Cosimato - Mandela                                                | 2,400  |
| SP 36/b | Mandela Stazione                        | SS 5 - Stazione di Mandela                                                        | 0,100  |
| SP 36/b | Orivinio                                | Vallinfreda - Confine Provincia di Rieti presso Orvinio                           | 4,525  |
| SP 36/c | Monte Livata - Jenne                    | Livata - Jenne                                                                    | 13,100 |
| SP 37/a | Aprutina                                | Braccio tra la SS 5 e la SR 411 presso Arsoli                                     | 0,750  |
| SP 37/b | Cineto Romano                           | SS 5 - Cineto Romano                                                              | 3,300  |
| SP 37/b | Santa Balbina                           | SP 32/a - SS 5 attraverso Santa Balbina                                           | 2,000  |
| SP 38/a | Riofreddo - Vallinfreda - Vivaro        | SS 5 - Riofreddo - Vallinfreda - Vivaro Romano                                    | 9,960  |
| SP 38/b | Arsoli Stazione                         | SS 5 - Stazione di Arsoli                                                         | 0,150  |
| SP 38/b | Forma Focerale - Pozziglio - Valle Papa | SP 40/b presso Contrada Forma Focerale - SP 43/a presso Contrada Valle Chiappante | 4,255  |
| SP 39/b | Arsoli - Cervara                        | Arsoli - Cervara di Roma                                                          | 12,300 |
| SP 39/b | San Francesco - Caprola - Le Cone       | SR 411 presso San Francesco - Le Cone                                             | 2,069  |

### SP 40 - SP 49
| Numero  | Denominazione                   | Percorso                                                                  | Km     |
| ------- | ------------------------------- | ------------------------------------------------------------------------- | ------ |
| SP 40/a | Montore - Le Cerce - Pozziglio  | SP 44/b presso Contrada Montore - SP 38/b presso Contrada Pozziglio       | 3,050  |
| SP 40/b | Fontana Nuova - Moletta         | Torrita Tiberina - SP 15/a                                                | 0,950  |
| SP 40/b | Litoranea Sant'Agostino         | SP 1/b presso Pantano - Confine Provincia di Viterbo presso Sant'Agostino | 1,100  |
| SP 40/b | Subiaco - Cervara               | Subiaco - Cervara di Roma                                                 | 12,720 |
| SP 41/a | via dei Ciclamini               | Variante dalla SP 44/b alla SP 30/c presso Livata                         | 0,668  |
| SP 41/b | Circonvallazione Agosta         | Variante al centro abitato di Agosta dalla SP 1/b alla SP 44/a            | 1,000  |
| SP 41/b | Vallepietra - Campo La Pietra   | Vallepietra - Campo La Pietra                                             | 12,100 |
| SP 42/b | Sacro Speco                     | SP 45/a - Sacro Speco                                                     | 0,800  |
| SP 43/a | Marano Equo                     | SR 411 - Marano Equo                                                      | 1,915  |
| SP 43/a | Ponte Lucidi - Valle Chiappante | SR 411 presso Ponte Lucidi - SP 2/a presso Contrada Pecoreccia            | 2,040  |
| SP 43/b | via di Colle Rosso              | SR 314 - Vicovaro                                                         | 1,750  |
| SP 43/b | Marano Sorgenti                 | Marano Equo - Sorgenti minerali di Marano e Ponte di Marano               | 0,600  |
| SP 44/a | Agosta                          | SR 411 - Agosta                                                           | 0,650  |
| SP 44/b | via dei Cinque Sassi            | Montecelio - Palombara Sabina                                             | 6,000  |
| SP 45/a | via Campolimpido                | Bivio Madonna del Giglio - SP 636 presso Villanova                        | 1,330  |
| SP 45/a | Subiaco - Jenne - Vallepietra   | SR 411 presso Santa Scolastica - Jenne - Vallepietra                      | 25,250 |
| SP 47/b | Monte Livata                    | SP 40/b presso Contrada Montore - Livata                                  | 13,400 |
| SP 47/b | Vicovaro Stazione               | Vicovaro - Stazione di Vicovaro                                           | 0,800  |
| SP 48/a | via dei Renari                  | Variante alla SP 4/a lungo il Lago di Bracciano presso Trevignano Romano  | 2,000  |
| SP 48/b | Camerata Nuova                  | Confine Provincia dell'Aquila presso Sternarelle - Camerata Nuova         | 1,565  |

### SP 50 - SP 59
| Numero  | Denominazione          | Percorso                                   | Km    |
| ------- | ---------------------- | ------------------------------------------ | ----- |
| SP 51/b | Capena - Pontestorto   | Capena - SP 15/a presso Pontestorto        | 6,000 |
| SP 52/b | La Valle - Pontestorto | Morlupo - SP 51/b presso Colle del Fagiano | 6,300 |
| SP 54/b | Via delle Pantane      | SP 636 - Montorio Romano                   | 5,200 |

### SP 60 - SP 69
| Numero  | Denominazione                   | Percorso                                             | Km    |
| ------- | ------------------------------- | ---------------------------------------------------- | ----- |
| SP 60/a | Via Alcide De Gasperi           | Civitavecchia - Monumento al Guastatore              | 1,150 |
| SP 61/a | Maremmana Superiore (II tratto) | SP 110/a presso Roiate - SR 411 presso Santo Massimo | 6,200 |

### SP 100 - SP 110
| Numero   | Denominazione | Percorso                                                              | Km    |
| -------- | ------------- | --------------------------------------------------------------------- | ----- |
| SP 104/a | Rocca Giovine | SR 314 - Roccagiovine                                                 | 2,500 |
| SP 105/a | Percile       | SR 314 - Percile                                                      | 0,400 |
| SP 106/a | Affile        | SR 411 presso Affile - SP 61/a presso Santa Lucia                     | 2,500 |
| SP 107/a | Arcinazzo     | Variante alla SR 411 attraverso il centro abitato di Arcinazzo Romano | 3,100 |
| SP 110/a | Roiate        | SP 61/a - Roiate                                                      | 2,600 |

### In attesa di classificazione
| Numero | Denominazione               | Percorso                                                                                       | Km    |
| ------ | --------------------------- | ---------------------------------------------------------------------------------------------- | ----- |
|        | Sassicari                   | Terme di Traiano - SP 3/a                                                                      | 4,000 |
|        | Tiberina - Casello A1 Fiano | SP 15/a presso Prato delle Corte - Cavalcavia sull'A1                                          | 1,600 |
|        | Tronco Stimigliano          | Casello Ponzano Romano - Soratte dell'A1 - Confine Provincia di Rieti presso Stimigliano Scalo | 1,700 |
|        | San Martino variante        | Variante al centro abitato di Monterotondo dalla SP 22/a alla SP 18/a                          | 5,400 |

### Ex SS declassate
| Numero   | Denominazione             | Percorso                                                                                           | Km     |
| -------- | ------------------------- | -------------------------------------------------------------------------------------------------- | ------ |
| SP 5 ter | Via Tiburtina Valeria ter | SS 5 presso Bagni Acque Albule - Aeroporto di Guidonia                                             | 2,000  |
| SP 8     | Via del Mare              | Roma - Lido di Ostia                                                                               | 11,245 |
| SP 8 bis | Via Ostiense              | Roma - Lido di Ostia                                                                               | 11,317 |
| SP 493   | Via Braccianese           | SS 2 presso La Storta - Bracciano - Manziana - Canale Monterano - SR 2 presso Querce d'Orlando     | 47,850 |
| SP 636   | Di Palombara              | Confine Provincia di Rieti presso Borgo Quinzio - Moricone - Palombara Sabina - SS 5 presso Tivoli | 3,350  |

## Sud

### SP 1 - SP 9
| Numero  | Denominazione                 | Percorso                                                                           | Km     |
| ------- | ----------------------------- | ---------------------------------------------------------------------------------- | ------ |
| SP 3/a  | Roncigliano                   | SR 207 presso Cecchina - SP 3/e presso Villaggio Ardeatino                         | 3,292  |
| SP 3/e  | Via Ardeatina                 | Roma - Confine Provincia di Latina presso Mantiglia di Ardea                       | 17,800 |
| SP 4/a  | Tenutella                     | Albano Laziale - SR 207 presso Cancelliera-Quarto Negroni                          | 1,549  |
| SP 4/f  | Monte Compatri - Colonna      | Monte Compatri - SP 66/a presso Colonna                                            | 3,036  |
| SP 5/a  | Cinque Miglia                 | SP 601 presso Lido dei Gigli - SP 23/b presso Padiglione                           | 4,456  |
| SP 5/a6 | Sacida - Cavallo Morto        | SP 108/b presso Spadellata - SP 5/a presso Padiglione                              | 5,825  |
| SP 5/e  | Fontana Chiusa                | SP 216 presso Casello di San Cesareo dell'A1 - SP 32/a-SP 80/b presso Rocca Priora | 2,737  |
| SP 6/f  | Pratica di Mare - Ostia-Anzio | SP 104/b presso Aeroporto di Pratica di Mare - SP 601 presso Villaggio Tognazzi    | 4,020  |
| SP 7/a  | Campoleone                    | Fontana di Papa - Confine Provincia di Latina presso Colli del Sole                | 2,030  |
| SP 7/f  | San Vito - Ponte Orsini       | San Vito Romano - SP 61/a presso Ponte Orsini                                      | 10,804 |
| SP 8/f  | Via dei Rioli                 | SP 95/a - Velletri                                                                 | 2,438  |
| SP 9/b1 | Via della Ripa in Cave        | Colle Palme - Cave                                                                 | 1,810  |

### SP 10 - SP 19
| Numero   | Denominazione                       | Percorso                                                                   | Km    |
| -------- | ----------------------------------- | -------------------------------------------------------------------------- | ----- |
| SP 10/a  | Ritiro San Francesco in Bellegra    | SP 62/a presso San Francesco - SP 63/a presso Convento San Francesco       | 0,575 |
| SP 11/a  | Porta San Francesco in Bellegra     | Bellegra - SP 61/a                                                         | 0,450 |
| SP 12/a  | Speciano                            | Cave - Cruci                                                               | 4,707 |
| SP 12/a1 | Gerano Circonvallazione             | Variante al centro abitato di Gerano dalla SP 47/a alla SP27/c             | 2,464 |
| SP 12/a6 | Campo di Carne                      | Marina di Ardea-Tor San Lorenzo - Confine Provincia di Latina presso Cogna | 1,831 |
| SP 12/b  | Colle Reti                          | SP 68/a presso Due Torri - SP 86/b presso San Marco                        | 2,485 |
| SP 12/d  | Cisterna - Nettuno                  | Confine Provincia di Latina presso Cossira - Nettuno                       | 3,573 |
| SP 13/c  | Osa - Gallicano                     | SP 49/a presso Osa - SP 51/a presso Santa Maria di Cavamonte               | 9,464 |
| SP 14/c  | Monte Compatri - San Silvestro      | Monte Compatri - Monastero di San Silvestro                                | 1,006 |
| SP 15/a5 | Selva Pian Marano                   | Albano Laziale - SP 96/a presso Lanuvio                                    | 3,431 |
| SP 15/c  | Rocca Priora - Via Latina           | SP 215 - Rocca Priora                                                      | 1,700 |
| SP 16/b  | Costa Caselle                       | SP 216 presso Marino - SP 217 presso Tre Coni                              | 2,296 |
| SP 17/a1 | Ara dell'Ulivo                      | SR 155 presso San Giuseppe - SP 60/a presso Santa Cristina                 | 3,193 |
| SP 17/c  | Fontana Sala (Via dei Cesareti)     | SS 7 presso Due Santi - Santo Spirito                                      | 2,748 |
| SP 18/a  | Muffiano - Santa Cristina           | SR 155 - SP 60/a presso Santa Cristina                                     | 6,997 |
| SP 18/a5 | Colle Cagioli                       | Lariano - SP 64/b                                                          | 1,241 |
| SP 18/b  | Marmorelle                          | Laghetto - Colonna                                                         | 2,646 |
| SP 18/c  | Via dei Laghi - Vivaro - Via Latina | SP 217 presso Nemi - SP 215 presso Domatore                                | 8,084 |
| SP 19/b  | Palidoro - Breccicale               | SP 91/a - Confine Provincia di Frosinone presso San Marino                 | 0,691 |
| SP 19/c  | Colubro in Artena                   | SP 81/a - Colubro                                                          | 1,241 |

### SP 20 - SP 29
| Numero   | Denominazione                               | Percorso                                                                                            | Km     |
| -------- | ------------------------------------------- | --------------------------------------------------------------------------------------------------- | ------ |
| SP 20/a1 | Palestrina - Labico                         | Palestrina - Labico                                                                                 | 5,600  |
| SP 20/c  | Marino-Frattocchie - Via dei Laghi          | SP 73/a presso Marino - SP 217                                                                      | 0,312  |
| SP 21/a  | Passo della Corte - Due Colonne - Pascolaro | SP 96/a presso Lanuvio - SP Cisterna-Campoleone                                                     | 4,333  |
| SP 22/c  | Segni - Gavignano                           | SP 60/b presso Segni - SP 609 presso Gavignano                                                      | 2,929  |
| SP 23/b  | Padiglione - Acciarella                     | Variante al centro abitato di Nettuno dalla SP 105/a presso Padiglione alla 106/b presso Acciarella | 11,751 |
| SP 24/a  | Capranica - Rocca di Cave                   | Capranica Prenestina - Rocca di Cave                                                                | 3,091  |
| SP 25/a  | Torricella                                  | SP 66/a presso Massarosa - SC Casal Montani presso Fontana Candida                                  | 1,790  |
| SP 25/b  | Olevano - Roiate                            | SP 49/a presso Olevano Romano - Madonna delle Grazie                                                | 5,441  |
| SP 25/d  | Galleria di Olevano                         | Variante alla SP 61/a sotto il centro abitato di Olevano Romano                                     | 0,370  |
| SP 26/b  | Carchitti - Via Latina                      | Carchitti - SP 215                                                                                  | 3,578  |
| SP 27/c  | Gerano - Rocca Santo Stefano                | Gerano - Rocca Santo Stefano                                                                        | 8,168  |
| SP 28/b  | Pisoniano - Gerano                          | SP 47/a presso Collevecchio-Sant'Anatolia - SP 33/a                                                 | 2,466  |
| SP 28/c  | Rocca Canterano - Rocca di Mezzo            | Rocca Canterano - Rocca di Mezzo                                                                    | 2,161  |
| SP 29/a  | Le Tende                                    | SP 51/b presso Gallicano nel Lazio - SP 58/a presso Palestrina                                      | 7,968  |
| SP 29/b  | Torrione Piantata                           | SP 47/a - SP 53/a presso Poli                                                                       | 3,837  |

### SP 30 - SP 39
| Numero   | Denominazione                       | Percorso                                             | Km     |
| -------- | ----------------------------------- | ---------------------------------------------------- | ------ |
| SP 31/a5 | Via dei Gavignanesi                 | SP 62/b presso Pietrafalla - Colleferro              | 1,657  |
| SP 32/a  | Rocca Priora - Colle di Fuori       | Rocca Priora - Colle di Fuori                        | 5,472  |
| SP 32/c  | Nemi - Lago                         | Nemi - Museo delle Navi Romane                       | 3,564  |
| SP 33/a  | Empolitana I                        | Tivoli - Pisoniano - San Vito Romano - Genazzano     | 32,861 |
| SP 33/a  | Rocca Santo Stefano - Ponte Murato  | Rocca Santo Stefano - Ponte Murato                   | 3,127  |
| SP 33/a1 | Colli Santa Maria                   | SP 40/a2 presso Castel Madama - SP 33/a              | 2,065  |
| SP 33/a6 | Costa della Molara                  | SP 215 presso Molara - SP 14/c presso Monte Compatri | 1,767  |
| SP 34/c  | San Giudico                         | SP 600 - San Giudico                                 | 0,984  |
| SP 37/a  | Pantano - Mole                      | SP 609 presso Recchia - SR 6 presso Torre Santi      | 4,173  |
| SP 37/c  | Sant'Anna in Grottaferrata          | Grottaferrata - Marino                               | 2,070  |
| SP 38/a  | Faustiniana                         | SP 49/a - SP 53/a presso San Gregorio da Sassola     | 5,581  |
| SP 38/c  | Ponte Orsini - Bellegra - Cerquette | SR 155 presso Ponte Orsini - Bellegra                | 10,184 |

### SP 40 - SP 49
| Numero   | Denominazione                            | Percorso                                                                              | Km     |
| -------- | ---------------------------------------- | ------------------------------------------------------------------------------------- | ------ |
| SP 40/a  | Castel Madama braccio Osteriola          | SP 33/a presso Prato del Ghiaccio - Castel Madama                                     | 3,490  |
| SP 40/a1 | Castel Madama Stazione Ferroviaria       | SS 5 presso Villaggio Acea - Castel Madama                                            | 3,390  |
| SP 40/a2 | Castel Madama braccio Chiesola           | SP 33/a presso Valle Caprara - Castel Madama                                          | 2,616  |
| SP 41/a  | Tiburtina - Sambuci                      | SS 5 presso Stazione di Mandela - Sambuci                                             | 4,413  |
| SP 41/a1 | Sambuci - Ciciliano                      | Sambuci - SP 33/a presso Ciciliano                                                    | 2,964  |
| SP 41/a2 | Ciciliano                                | SP 33/a - Ciciliano                                                                   | 1,785  |
| SP 42/a  | Sambuci - Cerreto                        | Sambuci - Cerreto Laziale                                                             | 7,831  |
| SP 42/a5 | Parata - Favignano                       | SP 96/b - Parata                                                                      | 1,613  |
| SP 45/b  | Capranica - Guadagnolo                   | Capranica Prenestina - Guadagnolo                                                     | 9,871  |
| SP 45/b  | Vecchia di Velletri                      | SP 216 presso Grottaferrata - SP 16/b presso Tre Coni                                 | 2,022  |
| SP 46/b  | Via della Pietraia                       | SP 216 - San Cesareo                                                                  | 1,233  |
| SP 47/a  | Empolitana II                            | SP 33/a presso Ponte Terenzio - Gerano - Canterano - SP 411 presso Madonna della Pace | 15,869 |
| SP 47/b  | Pratonovo - Scossite - Cancellata Grande | SP 113/b presso Zagarolo - SP 13/c presso Colle Mainello                              | 6,408  |
| SP 48/a  | Gerano                                   | SP 47/a - Gerano                                                                      | 1,811  |
| SP 49/a  | Prenestina - Poli (Polense)              | Roma - Poli                                                                           | 20,361 |
| SP 49/a1 | Aprano                                   | Variante al centro abitato di Valmontone dalla SR 6 alla SP 600 attraverso Aprano     | 4,525  |
| SP 49/b  | Canterano                                | SP 47/a - Canterano                                                                   | 0,509  |

### SP 50 - SP 59
| Numero   | Denominazione                            | Percorso                                                                                            | Km          |
| -------- | ---------------------------------------- | --------------------------------------------------------------------------------------------------- | ----------- |
| SP 50/a  | Redina Ricci                             | SP 600 - SP 79/a presso Velletri                                                                    | 1,259       |
| SP 50/a  | San Vittorino                            | SP 49/a - San Vittorino                                                                             | 2,772       |
| SP 50/a1 | Via delle Piagge                         | SP 33/a - Pisoniano                                                                                 | 0,232       |
| SP 50/a6 | Via della Montagna Spaccata              | SP 15/b presso Rocca Priora - SP 32/a                                                               | 1,705       |
| SP 51/ab | Maremmana Inferiore II (I e II tronco)   | SS 5 presso Ponte Lucano - Zagarolo - SR 155                                                        | 14,411      |
| SP 51/b  | Rocca Canterano                          | SP 47/a - Rocca Canterano                                                                           | 1,318       |
| SP 52/a  | Olevano - Genazzano                      | Olevano Romano - Santa Annunziata / SP 38/b presso Cerquette - SP 33/a presso San Pio               | 5,000       |
| SP 52/b  | Cave - Rocca di Cave                     | Cave - Rocca di Cave                                                                                | 7,176       |
| SP 53/a  | Tivoli - Poli                            | Tivoli - San Gregorio da Sassola - Casape - Poli                                                    | 21,804      |
| SP 53/b  | Colonna - Gallicano                      | SP 51/ab presso Santa Maria di Cavamonte - SR 6 presso Colonna                                      | 5,922       |
| SP 54/b5 | Acqua Felice                             | SR 6 presso Pantano Borghese - SP 13/c presso Valle Martella                                        | 3,663       |
| SP 55/a  | Pedemontana I                            | SP 51/ab presso Santa Maria di Cavamonte - Palestrina                                               | 8,200       |
| SP 55/a1 | Pedemontana II                           | SR 155 presso Quadrelle Secondo - Valmontone                                                        | 6,067       |
| SP 55/b  | Santa Apollaria                          | SP 51/ab presso Zagarolo - SP 53/b                                                                  | 3,568       |
| SP 56/a  | Gallicano - Poli                         | SP 55/a presso Santa Maria di Cavamonte - Gallicano nel Lazio - SP 49/a                             | 6,202       |
| SP 56/b  | Zagarolo Stazione                        | SR 155 - Stazione di Zagarolo                                                                       | 0,449       |
| SP 56/b1 | Casa Romana                              | SR 6 presso San Cesareo - Stazione di Zagarolo                                                      | 1,289       |
| SP 57/a  | Formale Nuova - Valle Tomba              | Variante alla SP 60/a attraverso Colle Formale                                                      | 1,804       |
| SP 57/a  | Olmi (e Braccio Stazione Palestrina)     | SR 6 presso Stazione di Palestrina - SR 155 presso Palestrina SR 6 - Stazione di Palestrina         | 3,427 0,346 |
| SP 58/a  | Palestrina - Capranica                   | Palestrina - Capranica Prenestina                                                                   | 11,814      |
| SP 58/a1 | Castel San Pietro braccio                | SP 58/a - Castel San Pietro Romano                                                                  | 0,967       |
| SP 58/b  | San Cesareo - Colle di Fuori - Carchitti | Variante alla SR 6 da San Cesareo alla Stazione di Palestrina attraverso Colle di Fuori e Carchitti | 7,075       |
| SP 59/a  | San Vito - Capranica                     | SP 33/a presso San Vito Romano - Capranica Prenestina                                               | 5,843       |
| SP 59/a5 | Castellaccio-Carano prolungamento        | SP 99/b presso Stazione di Carano - SP Campoleone-Cisterna                                          | 0,840       |

### SP 60 - SP 69
| Numero   | Denominazione                              | Percorso                                                                                   | Km     |
| -------- | ------------------------------------------ | ------------------------------------------------------------------------------------------ | ------ |
| SP 60/a  | Prenestina Braccio                         | SR 155 presso Genazzano - Valmontone                                                       | 7,100  |
| SP 60/b  | Segni - Montelanico                        | Segni - Montelanico                                                                        | 7,130  |
| SP 61/a  | Maremmana Superiore (I tronco)             | SR 155 presso Ponte Orsini - Olevano Romano - SP 110/a presso Roiate                       | 12,000 |
| SP 61/a  | Selve Vecchie - Preziosa - Valle Marciana  | SP 62/a presso Pantanelle - SP 511                                                         | 2,258  |
| SP 62/a  | San Vito - Bellegra                        | SP 33/a presso San Vito Romano - Bellegra - SP 61/a presso Le Sbarre                       | 9,404  |
| SP 62/a  | Selve Nuove - Castel De Paolis (I tronco)  | SP 77/b presso Pantanelle - SP 37/b presso Sant'Anna                                       | 2,993  |
| SP 62/a  | Selve Nuove - Castel De Paolis (II tronco) | SP 62/a - SP 73/a presso Pantanelle                                                        | 0,821  |
| SP 62/a5 | Caranella                                  | SS 7 presso Velletri - SP 64/b                                                             | 5,672  |
| SP 62/b  | Latina Vecchia                             | Colleferro - SP 89/a presso Stazione di Anagni-Fiuggi                                      | 7,601  |
| SP 63/a  | Bellegra - Rocca Santo Stefano             | SP 33/a presso Convento di San Francesco - Rocca Santo Stefano                             | 2,701  |
| SP 63/a  | La Mola - Campovecchio                     | SP 77/b presso Mola Cavona - SP 37/c presso Sant'Anna                                      | 3,488  |
| SP 63/b  | Colli Garinelli - Monti Lepini             | SP 89/a presso Gavignano - SP 90/a presso Forma                                            | 1,303  |
| SP 64/a  | Palianese                                  | SS 6 presso Casello di Colleferro dell'A1 - Confine Provincia di Frosinone presso La Selva | 2,506  |
| SP 64/b  | Sant'Eurosia (I tronco)                    | SP 600 presso Lariano - SP 79/a                                                            | 2,350  |
| SP 64/b  | Sant'Eurosia (II tronco)                   | SP 600 presso Lariano - SP 64/b presso Lariano                                             | 0,450  |
| SP 65/b  | Sincrotone                                 | SP 215 presso Frascati - SP 77/b                                                           | 3,703  |
| SP 66/a  | Frascati - Colonna                         | Frascati - Colonna - SR 6                                                                  | 8,051  |
| SP 67/a  | Fontana Candida                            | SS 6 presso Finocchio - SP 66/a presso Fontana Candida                                     | 4,176  |
| SP 68/a  | Prataporci                                 | SP 66/a presso San Marco - SR 6 presso Finocchio                                           | 4,624  |
| SP 68/b  | Ciampino - Morena                          | SP 511 presso Morena - SP 217 presso Ciampino                                              | 0,938  |
| SP 69/b  | Colonna Stazione                           | SP 66/a - Stazione di Colle Mattia                                                         | 0,576  |

### SP 70 - SP 79
| Numero   | Denominazione                 | Percorso                                                                | Km     |
| -------- | ----------------------------- | ----------------------------------------------------------------------- | ------ |
| SP 70/b  | Colonna Paese                 | SP 66/a - Colonna                                                       | 0,762  |
| SP 71/b  | Galleria di Sopra             | Castel Gandolfo - SP 72/b presso Convento dei Cappuccini di Albano      | 1,785  |
| SP 72/a  | Anagnina                      | SP 215 - Rocca Priora - Monte Compatri                                  | 2,929  |
| SP 72/b  | Cappuccini di Albano          | Convento dei Cappuccini di Albano - SP 218                              | 2,258  |
| SP 73/a  | Marino - Frattocchie          | SS 7 presso Pantanelle - Marino                                         | 2,083  |
| SP 73/b  | Frascati - Tuscolo            | Frascati - SP 73/b1 presso Tuscolo                                      | 3,043  |
| SP 73/b1 | Tuscolo                       | Monte Porzio Catone - SP 215 presso Grottaferrata                       | 6,153  |
| SP 75/b  | Marino - Due Santi            | Marino - SS 7 presso Due Santi                                          | 2,618  |
| SP 76/a  | Nemorense                     | Genzano di Roma - Nemi - SP 217                                         | 4,749  |
| SP 77/b  | Pedemontana dei Castelli      | SR 6 presso Borghesiana - Frattocchie                                   | 11,246 |
| SP 78/b  | Monte Porzio Catone - Pilozzo | Monte Porzio Catone - SP 66/a                                           | 1,181  |
| SP 79/a  | Velletri - Cori               | SP 600 presso Velletri - Confine Provincia di Latina presso Giulianello | 5,261  |
| SP 79/b  | Genzano - Lago                | Genzano di Roma - Museo delle Navi Romane                               | 1,696  |

### SP 80 - SP 89
| Numero  | Denominazione                  | Percorso                                                                                  | Km     |
| ------- | ------------------------------ | ----------------------------------------------------------------------------------------- | ------ |
| SP 81/a | Artena - Giulianello           | Artena - Confine Provincia di Latina presso Giulianello                                   | 5,437  |
| SP 82/b | Colle Pizzuto                  | SP 215 presso Villa Pescatori - SP 77/b presso Vermicino                                  | 2,983  |
| SP 83/b | Via delle Barozze              | SP 217 presso Tre Coni - SP 215 presso Rocca di Papa                                      | 3,020  |
| SP 84/b | Colle dell'Oro                 | Variante alla SP 51/ab attraverso Colle dell'Oro                                          | 3,293  |
| SP 85/a | Colleferro Stazione            | SS 6 presso Colleferro Scalo - Colleferro                                                 | 1,284  |
| SP 85/b | Colle Maria                    | SP 215 presso Frascati - SP 77/b presso Mola Cavona                                       | 2,227  |
| SP 86/a | Traiana - Segni - Roccamassima | Colleferro - Segni - Confine Provincia di Latina presso Rocca Massima                     | 13,055 |
| SP 86/b | Cisternole                     | Frascati - SP 77/b presso Due Torri                                                       | 4,693  |
| SP 87/b | Velletri - Nettuno             | Strada statale 7 Via Appia presso Velletri - Nettuno                                      | 23,569 |
| SP 88/a | Gavignanese                    | Variante attraverso il centro abitato di Gavignano dalla SP 609 alla SP 89/a              | 6,508  |
| SP 89/a | Colli Garinelli                | SP 609 presso Gavignano - Confine Provincia di Frosinone presso Stazione di Anagni-Fiuggi | 5,092  |

### SP 90 - SP 99
| Numero  | Denominazione             | Percorso                                                                   | Km     |
| ------- | ------------------------- | -------------------------------------------------------------------------- | ------ |
| SP 90/a | Lepini                    | SP 609 - Confine Provincia di Frosinone presso Forma                       | 3,729  |
| SP 90/b | Valle Ariccia (Perlatura) | SP 93/a presso Rufelli - SP 1/e e SP 94/a                                  | 1,272  |
| SP 91/a | Gorga                     | SP 90/a - Gorga                                                            | 9,496  |
| SP 91/b | Divino Amore              | SR 207 presso Frattocchie - SP 3/e presso Falcognana                       | 4,741  |
| SP 92/b | Piastrarelle              | SR 207 presso Colle Oliva - SP 96/a                                        | 2,350  |
| SP 93/a | Albano - Cecchina         | Albano Laziale - SR 207 presso Cecchina                                    | 2,184  |
| SP 93/b | Cancelliera               | SR 207 presso Cancelliera-Quarto Negroni - SP 95/a presso Casale Muratella | 10,672 |
| SP 94/a | Genzano - Cecchina        | Genzano di Roma - SR 207 presso Cecchina                                   | 2,344  |
| SP 94/b | Tor Paluzzi               | Cecchina - SP 93/b presso Le Vittorie                                      | 9,189  |
| SP 95/a | Appia Vecchia             | Genzano di Roma - SS 7 presso Velletri                                     | 6,915  |
| SP 95/b | Laurentina                | Roma - Ardea - SP 601 presso Tor San Lorenzo Lido                          | 27,847 |
| SP 96/a | Laviniense                | SP 95/a - Lanuvio - SR 207 presso Campoleone                               | 7,446  |
| SP 96/b | Ponte di Mele             | Velletri - SP 42/a presso Ponte di Mele                                    | 2,224  |
| SP 97/b | Fienili                   | Variante alla SP 87/b attraverso la contrada di Fienili                    | 6,740  |
| SP 98/b | Monte Giove               | Genzano di Roma - SR 207 presso Fontana di Papa                            | 4,485  |
| SP 99/b | Castellaccio - Carano     | SP 95/a presso San Gennaro - SP 59/a5 presso Stazione di Carano            | 6,480  |

### SP 100 - SP 109
| Numero   | Denominazione        | Percorso                                                      | Km     |
| -------- | -------------------- | ------------------------------------------------------------- | ------ |
| SP 101/a | Albano - Torvaianica | Albano Laziale - Pomezia - Torvaianica                        | 12,415 |
| SP 102/b | Saracinesco          | SP 41/a presso Stazione di Mandela - Saracinesco              | 7,220  |
| SP 104/b | Pratica di Mare      | SS 148 presso Castel Romano - SP 101/a presso Pratica di Mare | 10,746 |
| SP 105/b | Padiglione - Nettuno | SR 207 presso Frattocchie - SP 3/e presso Falcognana          | 3,300  |
| SP 106/b | Nettuno - Acciarella | Nettuno - Confine Provincia di Latina presso Acciarella       | 4,107  |
| SP 108/a | Colle Palme          | SR 155 presso San Bartolomeo - Cruci                          | 5,502  |
| SP 108/b | Cavallo Morto        | SR 207 presso Spadellata - SP 601 presso Lido dei Pini        | 6,296  |
| SP 109/b | Campo Selva          | SP 101/a presso Borgo Santa Rita - Ardea - SP 95/b            | 3,918  |

### SP 110 - SP 119
| Numero   | Denominazione         | Percorso                            | Km     |
| -------- | --------------------- | ----------------------------------- | ------ |
| SP 110/b | Don Bosco in Frascati | Frascati - SP 111/b                 | 12,415 |
| SP 111/b | Via di Salè           | SP 215 - SP 216 presso Villa Muti   | 7,220  |
| SP 113/b | Ristretti             | SR 155 presso San Cesareo - SP 55/b | 10,746 |

### In attesa di classificazione
| Numero | Denominazione   | Percorso                                                             | Km    |
| ------ | --------------- | -------------------------------------------------------------------- | ----- |
|        | Pontina Vecchia | SS 148 presso Pomezia - Confine Provincia di Latina presso Madonnina | 4,000 |

### Ex SS declassate
| Numero     | Denominazione       | Percorso                                                                                 | Km     |
| ---------- | ------------------- | ---------------------------------------------------------------------------------------- | ------ |
| SP 140     | del Lago Albano     | SS 7 presso Frattocchie - Castel Gandolfo                                                | 3,287  |
| SP 140 dir | del Lago Albano dir | SP 140 - Lago Albano                                                                     | 1,866  |
| SP 215     | Tuscolana           | Roma - Frascati - SP 600 presso Macere                                                   | 18,390 |
| SP 216     | Maremmana III       | SS 6 presso San Cesareo - Frascati - Grottaferrata - Marino - SS 7 presso Albano Laziale | 18,054 |
| SP 217     | Via dei Laghi       | SS 7 presso Ciampino - Bivio per Marino - Lago Albano - SS 7 presso Velletri             | 19,730 |
| SP 218     | Via Rocca di Papa   | Frascati - Bivio Pedica - Ponte Squarciarelli - Rocca di Papa - SS 7 presso Ariccia      | 10,492 |
| SP 297     | del Lago Olimpico   | SP 140 presso Pagnanelli - Pian del Lago - SP 217 presso Costa Caselle                   | 6,171  |
| SP 297 dir | dell'Emissario      | SP 297 presso Pian del Lago - Lago Albano                                                | 2,450  |
| SP 600     | Ariana              | SS 6 presso Valmontone - Artena - Lariano - SS 7 presso Velletri                         | 11,852 |
| SP 600 dir | Ariana dir          | SP 600 presso Artena - Colleferro                                                        | 5,664  |
| SP 601     | Ostia - Anzio       | Lido di Ostia - Torvaianica - Lido di Lavinio - Anzio                                    | 12,686 |